# 杰森·沃斯
傑森·理查德·沃斯（英語：Jayson Richard Werth，1979年5月20日—），前美國職棒大聯盟右外野手，生涯曾效力於藍鳥、道奇、費城人與國民等球隊。

## 家庭背景
沃斯來自一個運動世家。他的父親傑弗裡·高恩曾是伊利諾伊州立大學美式足球隊的成員，作為外接手的他還在1976年接球碼數領先全NCAA一級分區，1978年時曾在聖路易紅雀的小聯盟球隊約翰遜市紅雀效力過。他的母親金·斯科菲爾德曾參加美國奧運測試賽跳遠和100米賽跑。他的外公達基·斯科菲爾德和舅迪克·斯科菲爾德都曾是職棒大聯盟的內野手。他的繼父丹尼斯·沃斯曾在堪薩斯市皇家和紐約洋基效力過四個賽季。他的妹妹漢娜是內布拉斯加大學的排球球員。
沃斯和他的妻子擁有兩個孩子。

## 棒球生涯

### 早年時期
沃斯在他小時候就表現出很強的棒球天賦。他在格倫伍德高中就讀期間引起了大家的關注，他在高四那年打出了不可思議的成績，打擊率達到驚人的6成52，並且有15支全壘打。他原本計劃進入喬治亞大學就讀，但他在1997年大聯盟選秀大會上第一輪被巴爾的摩金鶯挑中，因此他決定改變計劃。
2000年12月11日，多倫多藍鳥用約翰·貝爾交換來沃斯。2002年9月1日他首次代表藍鳥隊在大聯盟出場。

### 洛杉磯道奇
在藍鳥隊效力了兩個賽季之後，2004年3月29日沃斯被交易到洛杉磯道奇。
2005年3月2日，沃斯在春訓的一場比賽中被A·J·柏奈特的觸身球擊中手腕受傷。儘管受到傷病的困擾，但沃斯還是在這個賽季出賽102場，打擊率2成34，並有7支全壘打。賽季結束後，沃斯接受探測手術，顯示他兩條撕裂的韌帶已復原，但是疼痛並沒有完全消除。2006年5月21日，沃斯在他的手腕處注射入腎上腺皮質激素。6月28日他的手腕再度受傷。這些傷病使得他錯過了2006年整個賽季。

### 費城費城人
2006年12月19日，沃斯和費城費城人簽下了一年85萬美元的合同。
2007年8月26日，沃斯在對聖地牙哥教士的比賽中擊出生涯最多的5支安打，加上之後一場對紐約大都會的連續4支安打，他連續9打席擊出安打僅比國聯紀錄少一支。

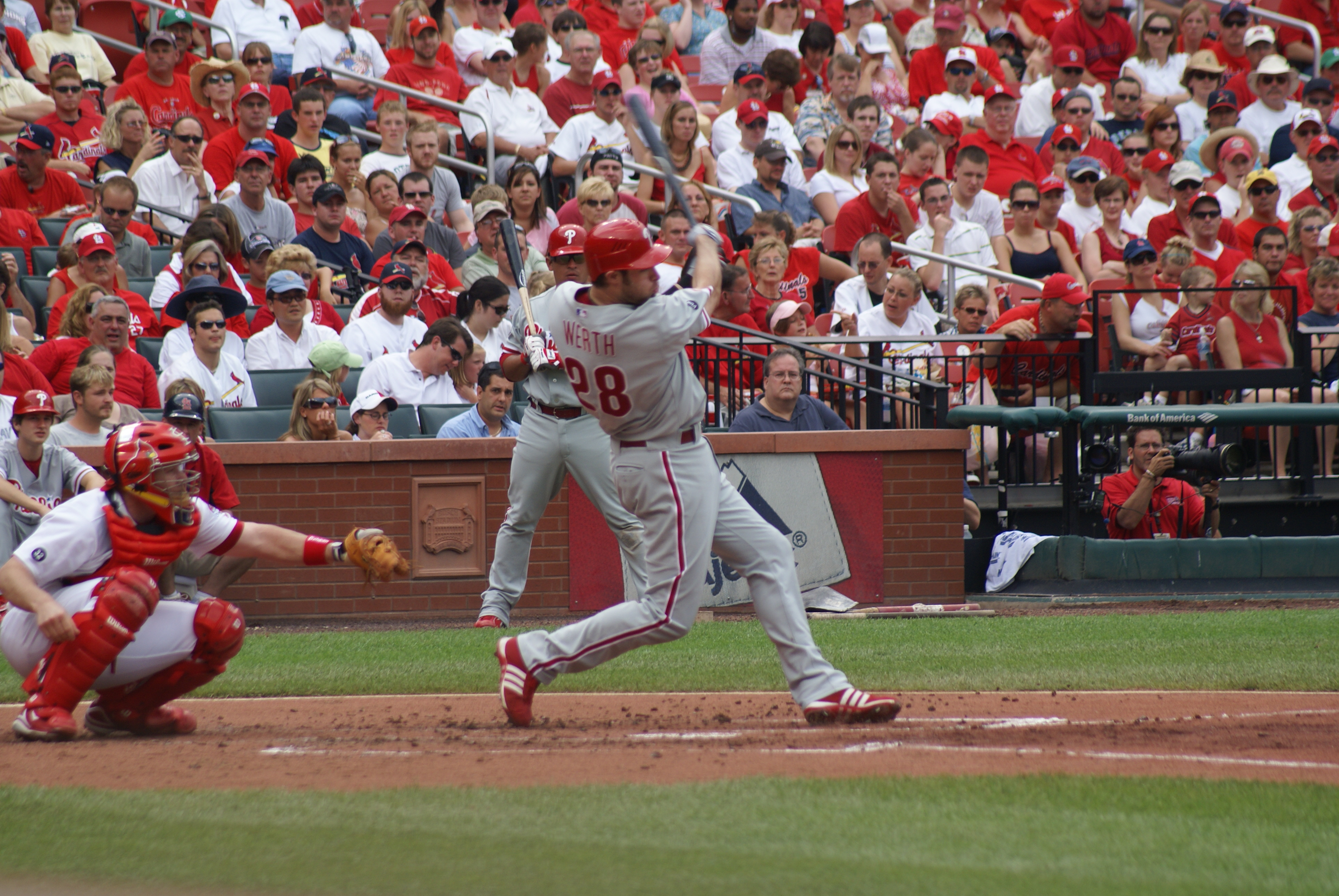
傑森·沃斯打擊中

隨著謝恩·維克托裡諾的受傷，沃斯從2008年起成為費城人的主力外野手。5月16日在對前東家多倫多藍鳥的比賽中，沃斯打出了生涯至今為止最好的一場比賽。他在該場比賽中擊出三支全壘打，包括一支滿貫全壘打、一支三分全壘打和一支陽春全壘打，他也以單場8分打點平了隊史紀錄。這個賽季他對左投手一共擊出16支全壘打，領先全大聯盟。由於他這個賽季出色的發揮，沃斯在賽季結束後和球隊簽下了兩年900萬美元的合約。
2009年沃斯繼續著優異的表現。5月12日在對洛杉磯道奇的比賽中，沃斯盜本壘成功，這場比賽他一共4次盜壘成功，平了費城人隊的紀錄。這個賽季他也發揮了他的纏鬥力，平均每個打席耗費投手4.5球排名大聯盟第一。他也成功第一次入選了該賽季的全明星賽。季後賽中沃斯有著更加出色的發揮，他在國聯冠軍賽第五場和世界大賽第三場兩度雙響炮，遺憾的是費城人隊最終負於紐約洋基沒能實現衛冕成功。

### 華盛頓國民
2010年12月5日，沃斯以7年總值1.26億美元(約38億新台幣)合約加盟華盛頓國民。
2012年五月，沃斯為了接飛球而導致手腕骨折，預計八月才能回到國民的陣營當中。

## 職棒生涯成績
| Year     | Tm       | G   | PA   | AB   | R   | H   | 2B  | 3B | HR  | RBI | SB | CS | BB  | SO  | BA   | OBP  | SLG  | OPS  |
| 2002     | TOR      | 15  | 53   | 46   | 4   | 12  | 2   | 1  | 0   | 6   | 1  | 0  | 6   | 11  | .261 | .340 | .348 | .687 |
| 2003     | TOR      | 26  | 51   | 48   | 7   | 10  | 4   | 0  | 2   | 10  | 1  | 0  | 3   | 22  | .208 | .255 | .417 | .672 |
| 2004     | LAD      | 89  | 326  | 290  | 56  | 76  | 11  | 3  | 16  | 47  | 4  | 1  | 30  | 85  | .262 | .338 | .486 | .825 |
| 2005     | LAD      | 102 | 395  | 337  | 46  | 79  | 22  | 2  | 7   | 43  | 11 | 2  | 48  | 114 | .234 | .338 | .374 | .711 |
| 2007     | PHI      | 94  | 304  | 255  | 43  | 76  | 11  | 3  | 8   | 49  | 7  | 1  | 44  | 73  | .298 | .404 | .459 | .863 |
| 2008     | PHI      | 134 | 482  | 418  | 73  | 114 | 16  | 3  | 24  | 67  | 20 | 1  | 57  | 119 | .273 | .363 | .498 | .861 |
| 2009     | PHI      | 159 | 676  | 571  | 98  | 153 | 26  | 1  | 36  | 99  | 20 | 3  | 91  | 156 | .268 | .373 | .506 | .879 |
| 2010     | PHI      | 156 | 652  | 554  | 106 | 164 | 46  | 2  | 27  | 85  | 13 | 3  | 82  | 147 | .296 | .388 | .532 | .921 |
| 8 Season | 8 Season | 775 | 2939 | 2519 | 433 | 684 | 138 | 15 | 120 | 406 | 77 | 11 | 361 | 727 | .272 | .367 | .481 | .848 |

## 外部連結
- 球員資訊和成績在MLB ，ESPN ，Retrosheet ，Baseball Reference ，Baseball Reference (Minors) ，Fangraphs ，The Baseball Cube （英文）